# وعي أعلى

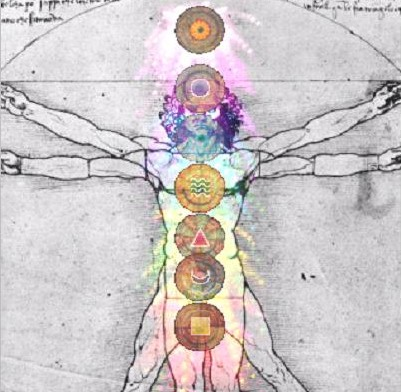
صورة شقرا تم إنتاجها بواسطة مستشعر الطاقة الحيوية AuraStar2000TM

الوعي الأعلى أو الوعي الأوسع (Higher consciousness أو expanded consciousness) هو مصطلح تم استخدامه بطرق مختلفة لتسمية حالات معينة من الوعي أو التطور الشخصي. يمكن استخدامه لوصف حالة التحرر من قيود مفهوم الذات أو الأنا، بالإضافة إلى حالة من التجربة الدينية التي يتم فيها تجاوز الفصل المتصور بين الذات المعزولة والعالم أو الله. وقد يشير أيضًا إلى حالة من اليقظة المتزايدة أو الاستيقاظ لمنظور جديد. في حين أن هذا المفهوم له جذور وممارسات وتقنيات قديمة، فقد تم تطويره بشكل ملحوظ كفكرة مركزية في الروحانية الشعبية المعاصرة، بما في ذلك حركة العصر الجديد.